# Capasa tortuosa
Capasa tortuosa là một loài bướm đêm trong họ Geometridae.